# Сент-Жем (Жер)
Сент-Жем (фр. Sainte-Gemme) — коммуна во Франции, находится в регионе Юг — Пиренеи. Департамент — Жер. Входит в состав кантона Мовзен. Округ коммуны — Кондом.
Код INSEE коммуны — 32376.

## География
Коммуна расположена приблизительно в 580 км к югу от Парижа, в 60 км западнее Тулузы, в 23 км к северо-востоку от Оша.
На востоке коммуны протекает река Ору.

## Климат
Климат умеренно-океанический. Лето жаркое и немного дождливое, температура часто превышает 35 °С. Зимой часто бывает отрицательная температура и ночные заморозки. Годовое количество осадков — 700—900 мм.

## Население
Население коммуны на 2010 год составляло 129 человек.
| 1962 | 1968 | 1975 | 1982 | 1990 | 1999 | 2010 |
| ---- | ---- | ---- | ---- | ---- | ---- | ---- |
| 209  | 175  | 142  | 136  | 118  | 105  | 129  |

## Администрация
| Период | Период | Фамилия        | Партия                  | Примечания |
| ------ | ------ | -------------- | ----------------------- | ---------- |
| 2001   | 2008   | Тьерри Сен-Люк | Социалистическая партия |            |
| 2008   | 2010   | Ги Робен       |                         |            |
| 2011   | 2020   | Тьерри Сен-Люк | Социалистическая партия |            |

## Экономика
В 2010 году среди 69 человек трудоспособного возраста (15-64 лет) 52 были экономически активными, 17 — неактивными (показатель активности — 75,4 %, в 1999 году было 64,0 %). Из 52 активных жителей работали 50 человек (27 мужчин и 23 женщины), безработных было 2 (1 мужчина и 1 женщина). Среди 17 неактивных 3 человека были учениками или студентами, 10 — пенсионерами, 4 были неактивными по другим причинам.

## Достопримечательности
- Замок Лорет. Исторический памятник с 1993 года[4]
- Замок Сент-Жем (XIII век). Исторический памятник с 1993 года[5]

## Фотогалерея

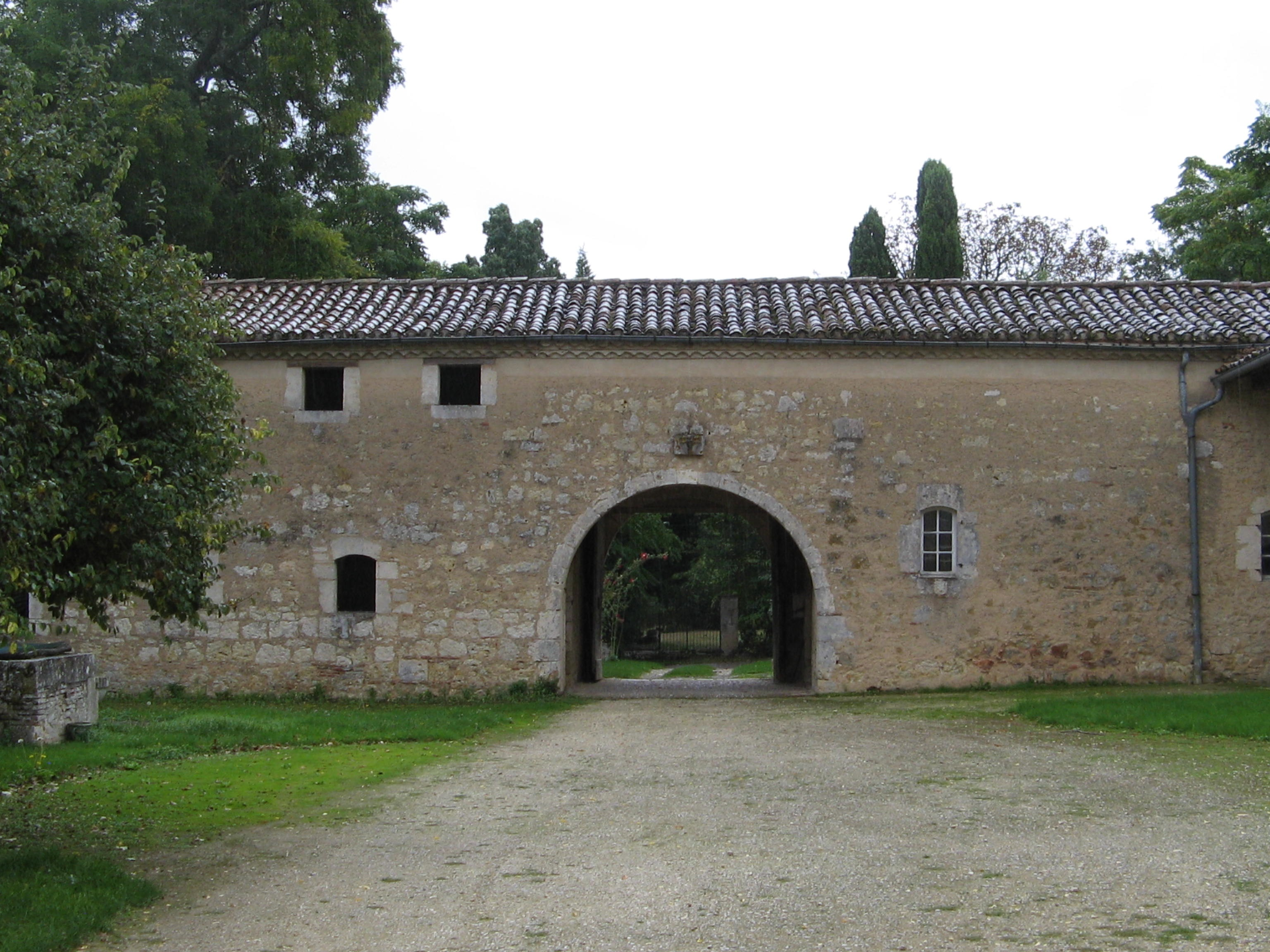
Замок Лорет
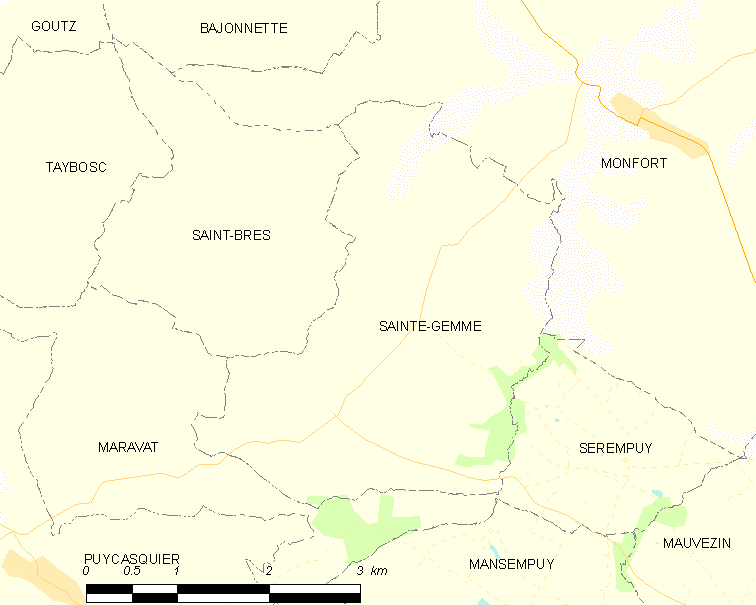
Карта коммуны